# Sardocyrnia fortunaria
Sardocyrnia fortunaria là một loài bướm đêm trong họ Geometridae.